# Sommet de Brasilia
Le sommet de Brasilia du 12 mai 2005 est un sommet où les dirigeants sud-américains réunis à Brasilia adoptaient une résolution pour se distancier de la logique « antiterroriste » et « unilatérale » des États-Unis. Selon le président brésilien Luiz Inacio Lula da Silva marqué un renouveau dans les relations entre les pays arabes et latino-américains et rappelé les anciens liens méconnus entre ces deux régions.